# Caducity
Caducity je belgická death metalová hudební skupina založená v roce 1989 v Oostrozebeke v provincii Západní Flandry bubeníkem Bertem Van Thuyne a baskytaristou Dirkem Peirsem.
Debutové studiové album The Weiliaon Wielder Quest vyšlo v roce 1995 pod hlavičkou belgického undergroundového vydavatelství Shiver Records (v roce 2017 byla vydána reedice u Marquee Records). K roku 2021 kapela vydala celkem čtyři dlouhohrající alba a několik dalších nahrávek.

## Diskografie

### Dema
- Incarnated: The Abhorer's Tale (1992)
- The Imperishable Mystery (1993)

### Studiová alba
- The Weiliaon Wielder Quest (1995)[1]
- Whirler of Fate (1997)
- The Gentle Annihilation of the Enthroned (2004)
- Destination: Caducity (2009)

### Kompilace
- Anthology 92–95 (2007)